# Haslital
Het Haslital is een regio in Midden-Zwitserland, in het Berner Oberland. De regio omvat het dal van de bovenloop van de Aare, inclusief de zijdalen, grofweg tussen de Grimselpas en Meiringen in het kanton Bern. De hoogtes in het gebied variëren tussen de 500 en 4000 meter. Het is vooral bekend door zijn skigebied Meiringen-Hasliberg (60 km skipistes), maar is ook 's zomers in trek bij toeristen. 
Het toeristisch bureau Haslital Tourismus koos in zijn pogingen de regio te verkopen ervoor internationaal te adverteren met de term Alpenregion of Alpenregion Brienz-Meiringen-Hasliberg maar koos in 2007 ervoor voortaan als merk Haslital. Berner Oberland te gebruiken.